# Simone Simon

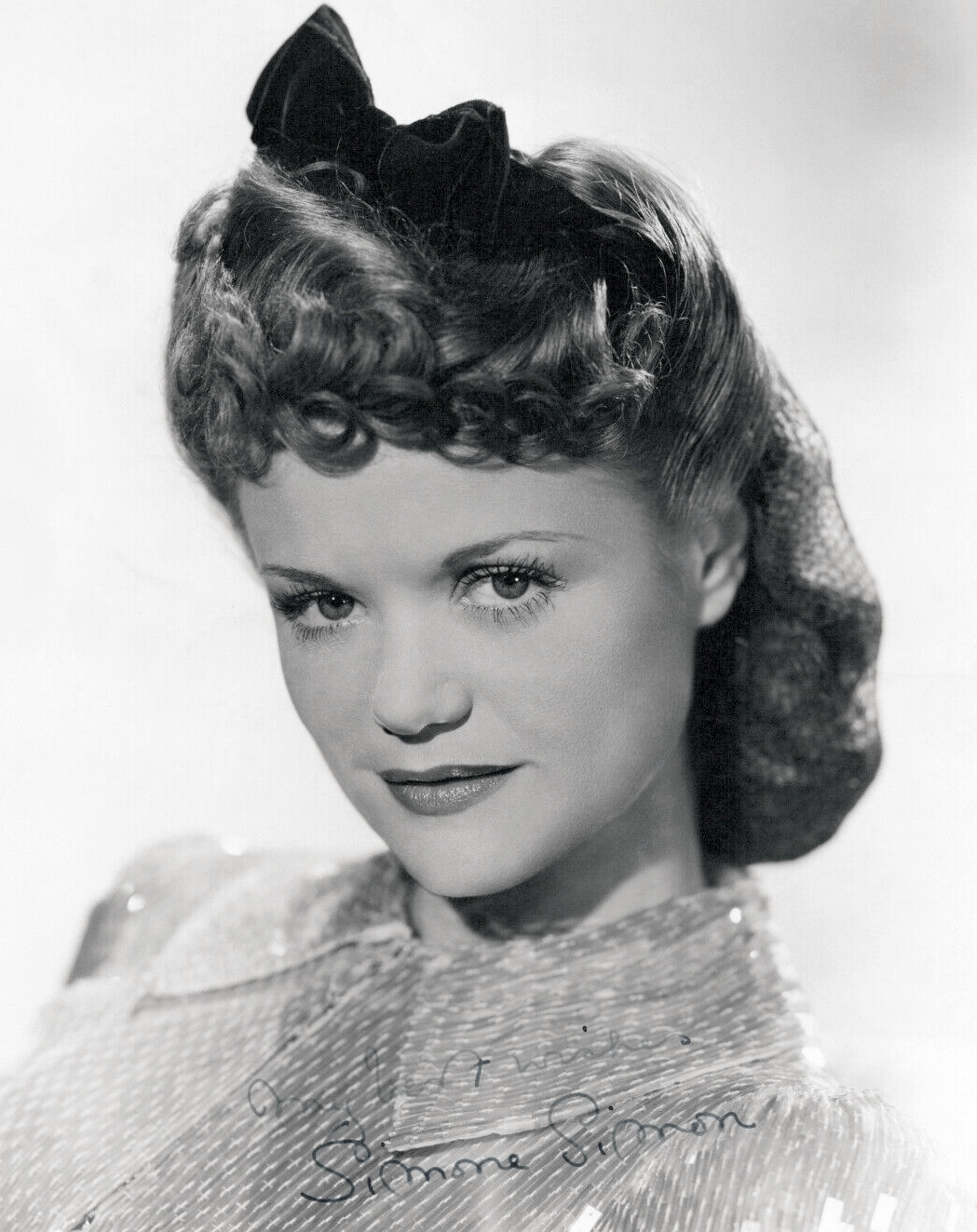
Simone Simon (1941)

Simone Simon (eigentlich Simonne Thérèse Fernande Simon; * 23. April 1911 in Marseille, Département Bouches-du-Rhône; † 22. Februar 2005 in Paris) war eine französische Schauspielerin.

## Leben
Simon wurde 1911 als Tochter eines französischen Ingenieurs und einer Italienerin geboren und wuchs in Marseille auf. Im Alter von 19 Jahren ging sie nach Paris, wo sie sich zunächst als Model, Modedesignerin und Cabaret-Sängerin betätigte. Als Sängerin gab sie auch 1931 in Viktor Tourjanskys Film Le Chanteur inconnu ihr Leinwanddebüt. Erste große Aufmerksamkeit als Schauspielerin verschaffte ihr 1934 die Rolle eines geheimnisvollen Mädchens in Marc Allégrets Film Lac aux dames. Der US-amerikanische Filmproduzent Darryl F. Zanuck sah den Film und holte Simon 1935 nach Hollywood, wo sie einen Vertrag bei 20th Century Fox erhielt. Ihre ersten US-Produktionen, darunter Henry Kings in Paris spielendes Filmdrama Im siebenten Himmel (1937) mit James Stewart, erwiesen sich jedoch nicht als der erhoffte Erfolg und führten ferner zu Konflikten zwischen Simon und 20th Century Fox.
Im August 1938 kehrte Simon nach Frankreich zurück, wo der Regisseur Jean Renoir umgehend darauf bestand, sie in seinem Film Bestie Mensch (1938) an der Seite von Jean Gabin zu besetzen. Für ihre Darstellung einer unschuldig aussehenden Femme fatale erhielt sie hervorragende Kritiken, was ein lukratives Angebot von RKO Pictures nach sich zog und sie so erneut nach Hollywood führte. Ihren größten Erfolg konnte sie dort daraufhin als gefährliche Leopardenfrau in dem Horrorfilm Katzenmenschen (1942) unter der Regie von Jacques Tourneur verbuchen. 1944 war sie auch in der Fortsetzung The Curse of the Cat People zu sehen.
Nach dem Zweiten Weltkrieg kehrte Simon wieder nach Europa zurück und setzte dort ihre Filmkarriere fort. Besondere Beachtung fanden dabei Der Reigen (1950) nach Arthur Schnitzlers Reigen und Pläsier (1952) nach Novellen von Guy de Maupassant, beide unter der Regie von Max Ophüls. Nach der britischen Produktion The Extra Day (1956), in der sie einen französischen Filmstar verkörperte, zog sie sich aus dem Filmgeschäft zurück. Nur für eine Nebenrolle in der Komödie Die unbekannte Schöne neben Michel Piccoli kehrte sie im Jahr 1973 nochmals vor die Kamera zurück.
Simone Simon, die trotz einiger Liebschaften nie heiratete, starb 2005 im Alter von 94 Jahren eines natürlichen Todes in Paris und fand ihre letzte Ruhestätte auf dem Cimetière Chateau-Gombert in Marseille.

## Ehrungen
- Médaille de la Ville de Paris

## Filmografie (Auswahl)
- 1931: Le Chanteur inconnu
- 1932: La Petite chocolatière
- 1932: Ich liebe Dich (Un fils d’Amérique)
- 1933: L’Étoile de Valencia
- 1933: Le Voleur
- 1934: Lac aux dames
- 1935: Schwarze Augen (Les Yeux noirs)
- 1935: Sylvie (Die schönen Tage) (Les Beaux jours)
- 1936: Girls’ Dormitory
- 1936: Ladies in Love
- 1937: Im siebenten Himmel (Seventh Heaven)
- 1937: Love and Hisses
- 1938: Josette
- 1938: Bestie Mensch (La Bête humaine)
- 1940: Das Schloß der Liebe (Cavalcade d’amour)
- 1941: Der Teufel und Daniel Webster (All That Money Can Buy)
- 1942: Katzenmenschen (Cat People)
- 1943: Tahiti Honey
- 1944: The Curse of the Cat People
- 1944: Johnny Doesn’t Live Here Anymore
- 1944: Mademoiselle Fifi
- 1946: Freibeuter der Liebe (Pétrus)
- 1947: Hafen der Versuchung (Temptation Harbour)
- 1950: Frauen ohne Namen (Donne senza nome)
- 1950: Der Reigen (La Ronde)
- 1951: Olivia
- 1952: Pläsier (Le Plaisir)
- 1954: Die Gaunerparade (I tre ladri)
- 1954: Das zweite Leben (A Double Life)
- 1956: The Extra Day
- 1973: Die unbekannte Schöne (La femme en bleu)